# Det Kongelige Assistenshus
Det Kongelige Assistenshus var en offentligt administreret pantelånervirksomhed i København fra  1688 til 1974.

## Privilegieperioden
Assistenshusets historie begyndte da Christian 5. udgav en "Forordning om Et Assistenz Huus, hvor enhver Penge til laans mod Pant kand bekomme" 3. april 1688. Det var sandsynligvis købmand Nicolai Wesling, der ved sin ansøgning til danske Kancelli fik privilegium på oprettelse af en sådan institution efter udenlandsk forbillede. Navnet "Assistenshus", som allerede nævnes i denne første forordning, antages at være af tysk oprindelse. Assistenshuset er i den tidlige periode udstedt som et privilegium til en privatperson, der drev det med egne midler. Wesling indrettede sit Assistenshus i en ejendom han ejede i den yderste ende af Nyhavn på hjørnet af Kvæsthusgade. Wesling døde i november 1698, men hans enke Maren Iversdatter fik lov at fortsætte driften af huset ved forordning af 31. januar 1699. Men Maren Iversdatter var død allerede i maj samme år og privilegiet blev overgivet til Diderik Frandsen Klevenow. Da gården i Nyhavn ikke var med i privilegiet, flyttede han panterlånervirksomheden til Frederiksborggade.
Efter Klenenows død 1. juni 1711 overtog en tysk adelsmand Johan Otto Raben og hans hustru Emerentzia von Levetzau (der også var partsindehaver i foretagendet for egne midler) privilegiet. Begge var tidligere partsindehavere i Klenenows foretagende og besluttede derfor at overtage privilegiet for at være i stand til at redde flest mulig af deres midler ud af hans bo. De ansatte en forvalter Jacob Lindemann, som oprettede det nye Assistenshus på Amagertorv 49 (nutidens Amagertorv 25 og Læderstræde 28). Raben døde i 1719, og hans enke viderførte virksomheden og opnåede i 1731 at få overdraget privilegiet til sin søn Christian Frederik Raben og dennes hustru Birthe von Plessen. I 1737 overtog Iver Jentoft privilegiet med det formål at overdrage driften af Assistenshuset til to fra Altona indvandrede jøder, brødrene Salomon og Meyer Joseph Unna. Det nye Assistenshus blev placeret i Snaregade (nuværende nr. 12, bygningen nedrevet) i en bygning opført af Philip de Lange. Dette foretagende blev dog erklæret konkurs i 1749, da det kom frem, at det havde en gæld på ca. 150.000 rigsdaler.

## Søkvæsthustiden
Efter en omskiftelig tilværelse mellem flere konkurrerende ansøgere om privilegiet, overtog Søkvæsthusets direktører rådmand Steffen Heger og købmand Diderich Munch driften og Assistenshuset blev nu transformeret  til en statslig institution. Det blev fastslået ved Forordning om Assistentz-Huuset i Kiøbenhavn 29. juni 1753, og Assistenshuset blev åbnet i en bygning på hjørnet af Store Færgestræde og Store Kirkestræde. Åbningstiderne blev fastsat til alle søgnedage om sommeren mellem kl. 8 og 12 og kl. 14 og 19. Om vinteren var åbningstiden nedsat, således at der blev holdt åbent mellem kl. 9 og 1 og igen kl. 14 og 16. Forvalteren blev Jens Hansen Løwe, som havde været ansat i det tidligere Assistenshus.
Assistenshuset forblev under Søkvæsthusets administration til 1860. Det var i mellemtiden blev flyttet til et trefløjet palæ på hjørnet ved Nybrogade og Gammel Strand. I 1792 erhvervedes også nabohuset Nybrogade 3 (nuværende nr. 4), bygningen opført af Hans Blasen og som blev kaldt "Pæretræet" efter et pæretræ, der voksede på fortovet ud for bygningen.

## Monopol og afvikling
Der havde gennem hele perioden været private pantelånere, men de var bundet af Assistenshusets privilegium, og der var derfor sat loft over deres renter for at vedligeholde Assistenshusets fordel. I 1850'erne og 1860'erne blussede denne strid op igen. I den offentlige debat var der mange der talte for en frigivelse af pantelånervirksomheden. Det førte til flere revisioner af lovgivningen i løbet af sidste halvdel af 1800-tallet, men udmundede ikke i en løsning, der var tilfredstillende for de involverede parter. 
I 1920'erne var Assistenshuset udsat for underslæb fra seks betroede ansatte. De seks mænd og deres familier er beskrevet i Anne Marie Løns bog "Sekstetten" fra 2008.
I den sidste periode af Assistenshusets historie indtrådte et faktisk monopol på pantelånervirksomhed, idet følgen af lovgivningen i 1935 forringede de private pantelåneres muligheder så meget, at de fleste måtte lukke. Assistenshuset havde flere indleveringskontorer i byen, og de blev i løbet af 1936 omdannet til selvstændige filialer. Den 29. april 1938 fejredes Assistenshusets 250-års jubilæum, hvor blandt andet digteren Tom Kristensen hyldede institutionen med et digt i dagbladet Politiken. 
Driften blev i løbet af 1960'erne så urentabel, at Folketinget i 1971 besluttede at nedlægge institutionen, og de ikke indløste panter blev solgt på auktion. Assistenshusets bygninger i Nybrogade huser i dag Kulturministeriet.